# Alwar
Alwar (Hindi अलवर) ist eine Großstadt (Municipal Council) mit ca. 330.000 Einwohnern im indischen Bundesstaat Rajasthan.

## Lage und Klima
Alwar liegt gut 160 km (Fahrtstrecke) nordöstlich von Jaipur am Ostrand des Aravalligebirges in einer Höhe von ca. 275 m; die indische Hauptstadt Delhi ist ca. 160 km in nordöstlicher Richtung entfernt. Das Klima ist warm bis heiß; Regen fällt eigentlich nur in den sommerlichen Monsunmonaten. Die höchste jemals in Indien gemessene Temperatur waren 50,6 °C und wurden am 10. Mai 1956 in Alwar gemessen.

## Bevölkerung
| Jahr      | 1991    | 2001    | 2011    |
| Einwohner | 205.086 | 266.203 | 322.568 |

Knapp 90,5 % der Einwohner sind Hindus, knapp 4,5 % sind Moslems, gut 2,5 % sind Sikhs und ca. 2 % sind Jains; Angehörige anderer Religionen wie Christen, Buddhisten etc. spielen kaum eine Rolle. Wie im Norden Indiens üblich, ist der männliche Bevölkerungsanteil um etwa 12 % höher als der weibliche.

## Wirtschaft
Im Umland von Alwar wird vor, während und nach der Monsunzeit Feldbau betrieben; in der Stadt selbst haben sich Handwerker, Händler und Dienstleister aller Art angesiedelt. Der Tourismus spielt kaum eine Rolle.

## Geschichte
Die Geschichte der Stadt reicht bis ins 10. Jahrhundert zurück; damals wurde die Region im Osten Rajasthans von den Fürsten von Amber/Jaipur beherrscht. Wechselnde Herrschaften führten zu einer politischen und militärischen Schwächung und so kam das Gebiet unter die Oberhoheit des im Jahr 1206 gegründeten Sultanats von Delhi und anschließend des Mogulreichs. Während und nach dessen Zerfall im 18. Jahrhundert kamen die Marathen und auch die Jats; seit 1775 war Alwar Hauptstadt eines Fürstenstaats, dessen politische Eigenständigkeit auch von den Briten akzeptiert wurde und der bis zur Unabhängigkeit des Landes Bestand hatte. Im Jahr 1956 wurde der Fürstenstaat aufgelöst.

## Sehenswürdigkeiten

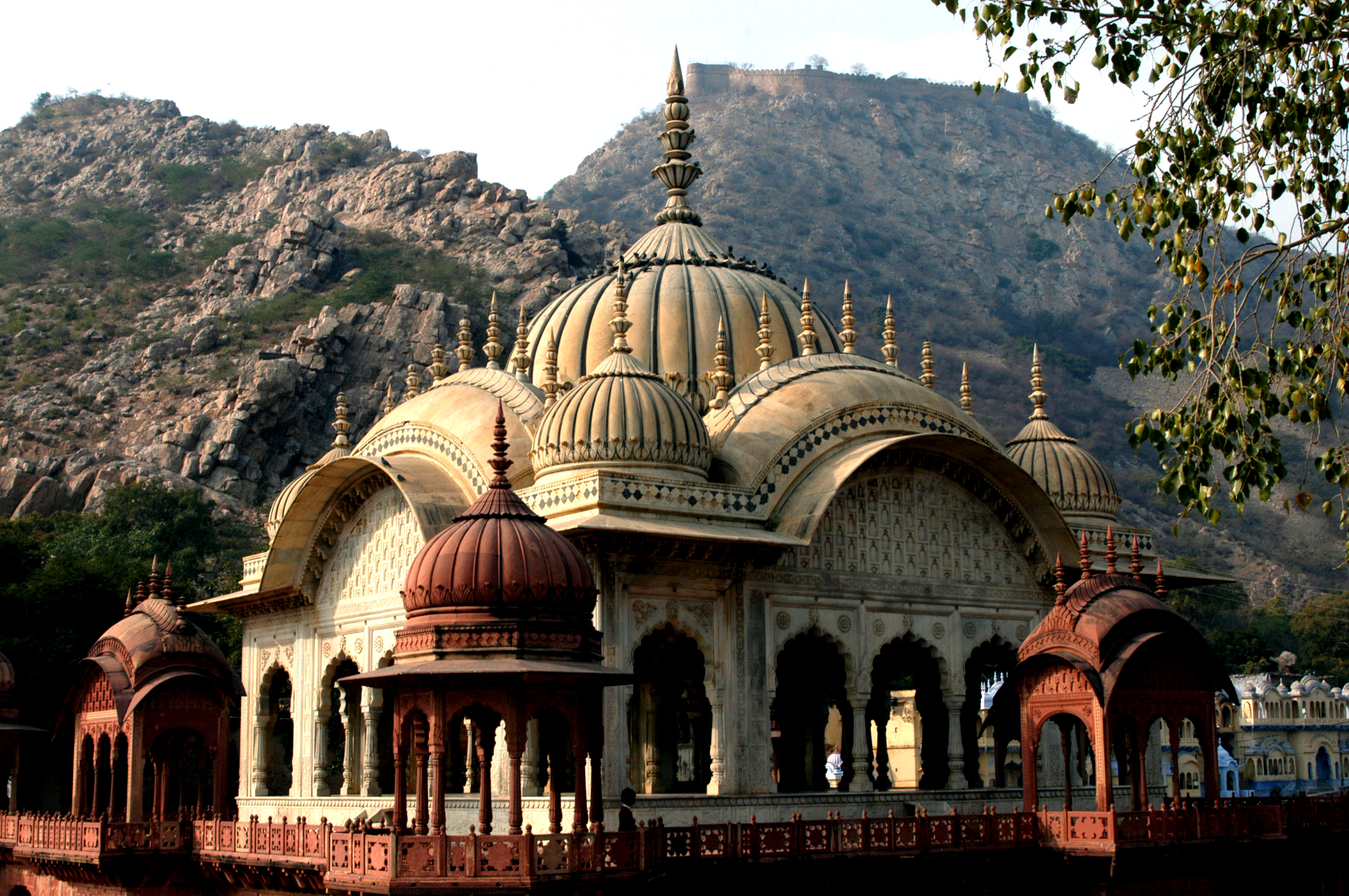
Kenotaph von Maharaja Bakhtawar Singh; im Hintergrund das Bergfort

- Das um die Mitte des 16. Jahrhunderts erbaute und mit 6 Toren versehene Fort von Alwar (Bala Quila) überragt die Stadt. Der Mogul-Prinz Salim (später Jahangir) verbrachte hier um 1600 einige Jahre im Exil. Später gelangte es vorübergehend in die Hände der Marathen und der Jats.
- Der erst um 1940 fertiggestellte Stadtpalast beherbergt heute ein Museum. Das ebenfalls hier platzierte Kenotaph von Maharaja Bakhtawar Singh wurde um 1815 erbaut; da seine Witwe sich als sati ebenfalls verbrennen ließ, ist das Gebäude auch als Rani Mausi ki Chhatri bekannt. Es ist ein schönes Beispiel der späten verfeinerten Mogul-Architektur; die Wände und das im bengalischen Stil gestaltete Dach sind mit rotem Sandstein und weißem Marmor verkleidet. In den Ecken des Bauwerks finden sich Chhatris während die Mitte der Seiten jeweils von einem Chaparakat überhöht wird. In unmittelbarer Nachbarschaft befindet sich ein quadratischer Stufenbrunnen (baoli).

Umgebung
- In der näheren und ferneren Umgebung von Alwar befinden sich mehrere Paläste aus dem 19. und frühen 20. Jahrhundert (Sariska-Palace, Vijay Mandir palace, Siliserh Lake Palace)